# Anurida frigida
Anurida frigida är en urinsektsart som beskrevs av Fjellberg 1973. Anurida frigida ingår i släktet Anurida och familjen Neanuridae. Inga underarter finns listade i Catalogue of Life.